# Српска православна црква Светог Николе у Руми
Црква Светог Николе или Николајевска црква је српска православна црква у Руми, припада епархији сремској. Представља споменик културе као непокретно културно добро од великог значаја.

## Историја цркве
Може се претпоставити са великом вероватноћом да је Рума имала цркву још од најстаријих времена, јер се 1566. године међу становништвом помињу и три свештеника. Та црква је била претеча данашње Николајевске цркве, са истом црквеном, а тиме и сеоском славом. Године 1731. се помиње румски свештеник Стојан Орловић. Две године касније један извор наводи да Рума има од раније своју цркву, која је тада била изнова патосана, а верници су око цркве направили порту. Половином 18. века црква је носила име Св. Николе, вероватно наслеђено из старина, а помиње као дрвена са портом и неограђеним гробљем, „веома худа и стара“. Данашња црква је подигнута 1758. године.

## Изглед
Црква је једнобродне основе са полукружном олтарском апсидом и правоугаоним певничким просторима, уобичајене оријентације. Фасаде су оживљене прислоњеним пиластрима и профилисаним кровним венцем. Западно прочеље је наглашено масивним звоником. Јужни портал уоквирују полу-стубови са тимпаноном у врху. Богата резба вишеспратне иконостасне преграде, изведене у духу класицизма, рад је Георгија Девића, из 1847. године. Декорација припада новосадским уметницима Павлу Чортановићу и његовом сину Павлу, који су ангажовани и за израду зидног сликарства. Представу Богородице са малим Христом на Богородичином престолу осликао је Павле Симић 1850. године.